# Гараба, Имре
Имре́ Гара́ба (венг. Garaba Imre; род. 29 июля 1958, Вац, Пешт) — венгерский футболист и футбольный тренер, играл на позиции защитника, участник чемпионатов мира (1982, 1986).

## Биография

### Клубная карьера
Гараба начинал карьеру в клубе «Вац», в котором отыграл три сезона. 
В 1979 году перешёл в «Гонвед», в составе которого выиграл четыре чемпионских титула, а также Кубок Венгрии 1985 года. Помимо этого, в 1982 году был признан футболистом года в Венгрии.
После успешных сезонов в «Гонведе» играл за французский «Ренн» (1987–1989), «Шарлеруа» (1989–1992) и БВСК (1992–1993), в котором завершил карьеру в возрасте 34 лет.

### Карьера в сборной
В составе сборной Венгрии был участником чемпионата мира 1982 года, где сыграл три матча на групповом этапе, но венгры заняли в группе 3-е место и не вышли из группы.
В 1986 году был включён в состав сборной на чемпионат мира, на котором сыграл три матча на групповом этапе, но венгры не вышли из группы, заняв третье место. Всего за сборную Венгрии сыграл 82 матча и забил 3 мяча.

### Тренерская карьера
Был главным тренером клубов БВСК (1993), «Ракошпалотаи» (1993–1994), «Гёдоллё» (1994–1995) и МТК (1996).

## Достижения

### Командные
«Гонвед»
- Чемпион Венгрии (4) : 1979/80, 1983/84, 1984/85, 1985/86
- Обладатель Кубка Венгрии (1) : 1984/85

### Личные
- Футболист года в Венгрии (1) : 1982